# Diplazium matsumurae
Diplazium matsumurae là một loài dương xỉ trong họ Athyriaceae. Loài này được Kodama in Matsum mô tả khoa học đầu tiên năm 1912.
Danh pháp khoa học của loài này chưa được làm sáng tỏ. 